# Sokol (Oblast' di Magadan)
Sokol (in lingua russa Сокол) è un centro abitato dell'Oblast di Magadan. Nella città si trova l'aeroporto di Magadan-Sokol.